# 于田圆腹蛛
于田圆腹蛛（学名：Dipoena yutian）为球蛛科圆腹蛛属的动物。在中国大陆，分布于新疆等地，一般栖息于草丛 果园草丛中。该物种的模式产地在新疆。